# Seol Ki-hyeon
Seol Ki-hyeon (kor. 설기현) (ur. 8 stycznia 1979 w Chŏngsŏn-gun, prow. Kangwŏn) – koreański piłkarz występujący na pozycji napastnika lub prawego pomocnika. Reprezentant Korei i zawodnik klubu Al-Hilal, do którego został wypożyczony z Fulham F.C. Wcześniej grał w Reading F.C., Wolverhamptonie Wanderers, RSC Anderlecht oraz Royal Antwerp FC.